# داس مخچه
داس مخچه (Falx cerebelli) از اجزای مغز است.
داس مخچه به‌صورت تیغه کوچکی از سخت‌شامه است که کناره محیطی آن به ستیغ پس‌سری داخلی صدف استخوان پس‌سری Occipital متصل است در حالی که کناره آزاد آن در دره مخچه‌ای واقع شده و با کرمینه مخچه Vermis cerebelli  مجاورت دارد.